# Richard et Mary Parker
Richard et Mary Parker sont des personnages de fiction. Ce sont les parents de Peter Parker alias Spider-Man dans l'univers de Marvel Comics. Créés par le scénariste Stan Lee et le dessinateur Larry Lieber, les personnages de fiction apparaissent pour la première fois dans le comic book Amazing Spider-Man Annual #5.
En 1997, Roger Stern et John Romita, Sr. créent une histoire complète sur Mary et Richard Parker dans Untold Tales of Spider-Man #-1.

## Biographie fictive
Richard et Mary Parker sont les parents de Peter Parker. Ceux-ci sont morts dans un accident d'avion lorsque Peter était très jeune.
Ancien militaire américain, Richard Parker fut engagé par Nick Fury dans une nouvelle cellule de la CIA qui devient par la suite le S.H.I.E.L.D. Là, Richard rencontre une certaine Mary Fitzpatrick, fille d'un célèbre officier de l’OSS de la Seconde Guerre Mondiale, Wild Bill Fitzpatrick et traductrice à la CIA. Alors que le travail de bureau ne lui plaisait plus, Mary s'engagea aux côtés de son futur mari pour effectuer des missions sur le terrain.
C'est ainsi que les parents de Spider-Man sont devenus des espions pour le gouvernement américain. Lors d'une mission en Inde, Richard et Mary Parker ont également sauvé Wolverine alors prisonnier de l'HYDRA, l'organisation terroriste.
Malheureusement, les jeunes parents de Spider-Man sont décédés alors qu'ils étaient en pleine mission d'infiltration en Algérie. En effet, le couple devait récolter des preuves et rassembler le plus d'informations afin de démanteler un réseau criminel et ainsi condamner Albert Malik, dit le Crâne rouge.

## Apparitions dans d'autres médias
Sauf indication contraire, les informations mentionnées dans cette section peuvent être confirmées par la base de données cinématographiques IMDb,  présente dans la section « Liens externes ».

### Films
Interprétés par Campbell Scott (Richard Parker) et Embeth Davidtz (Mary Parker)
- 2012 : The Amazing Spider-Man réalisé par Marc Webb – Dans cette saga, l'enquête sur leur disparition par leur fils Peter constitue l'arc narratif principal. Le couple décide de quitter New-York en laissant Peter, âgé de 8 ans, chez Ben et May Parker. On découvre que Richard travaillait à Oscorp avec Curt Connors sur la mutation génétique. À la fin du film, un homme dans le noir rend visite au Dr. Connors, désormais emprisonné, lui demandant si Peter connait la vérité sur ses parents. Connors réfute et lui ordonne de le laisser tranquille.
- 2014 : The Amazing Spider-Man : Le Destin d'un héros réalisé par Marc Webb – Peter apprend, via Harry Osborn, que son père travaillait avec Norman Osborn sur des araignées génétiquement modifiées dont l'ADN, transmis à l'homme, aurait pu permettre de soigner des maladies graves comme celle dont Osborn était atteint. Mais découvrant qu'Oscorp a signé un contrat militaire et que la société crée en souterrain des armes biologiques, il transmet son propre ADN aux araignées afin de contrer Norman. Ainsi, leur venin ne pouvait être compatible qu'avec un membre de sa famille, ce qui explique pourquoi Peter a reçu des dons en étant piqué par l'une d'elles dans le film précédent. Après avoir abandonné Peter pour éviter qu'il ne soit impliqué dans les représailles d'Oscorp, lui et Mary prennent l'avion pour Genève mais sont attaqués par un homme de main d'Oscorp, qui tue Mary et provoque le crash de l'avion en tuant le pilote. Avant l'écrasement, Richard transmet ses données à la station de métro fermée Roosevelt, son ancien laboratoire secret, que Peter découvre quelques années plus tard. Une scène coupée révélait qu'il avait survécu à l'accident, et il allait rencontrer Peter alors que ce dernier se recueillait sur la tombe de Gwen.

Interprétée par Emma Roberts (Mary Parker)
- 2024 : Madame Web réalisé par S. J. Clarkson